# دژ کورساره

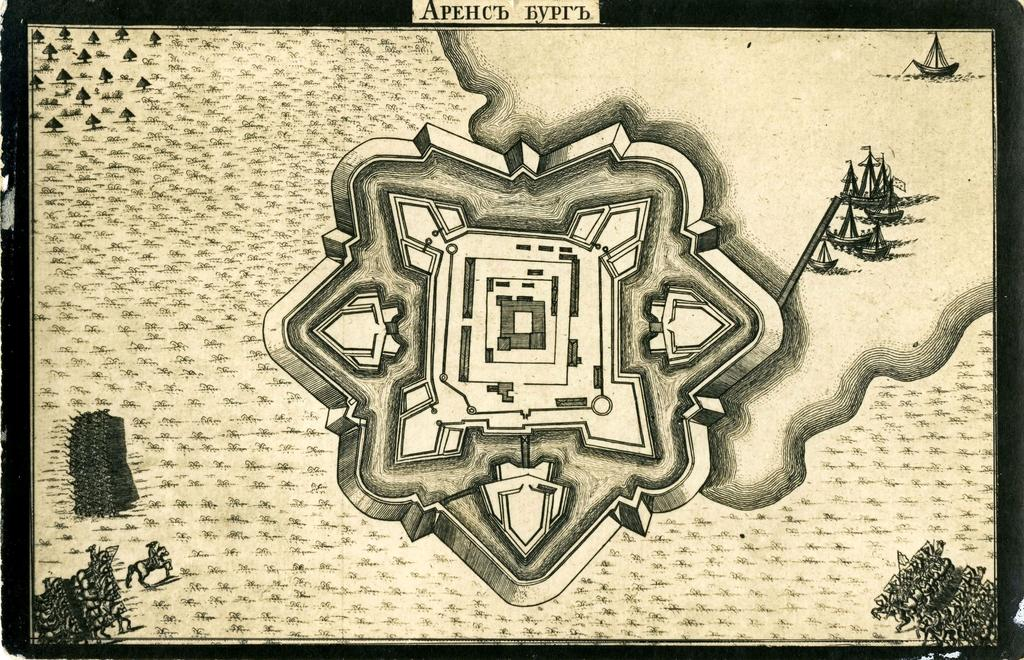
پلان قلعه کورساره در سال ۱۷۱۰ میلادی

قلعه کورساره (استونیایی: Kuressaare linnus; آلمانی: Schloss Arensburg ،(استونیایی: Kuressaare piiskopilinnus) قلعه‌ای در شهر کورساره در جزیره سارما استونی است..
تاریخ ساخت این قلعه به حدود دهه ۱۳۸۰ میلادی باز میگردد.

## نگارخانه

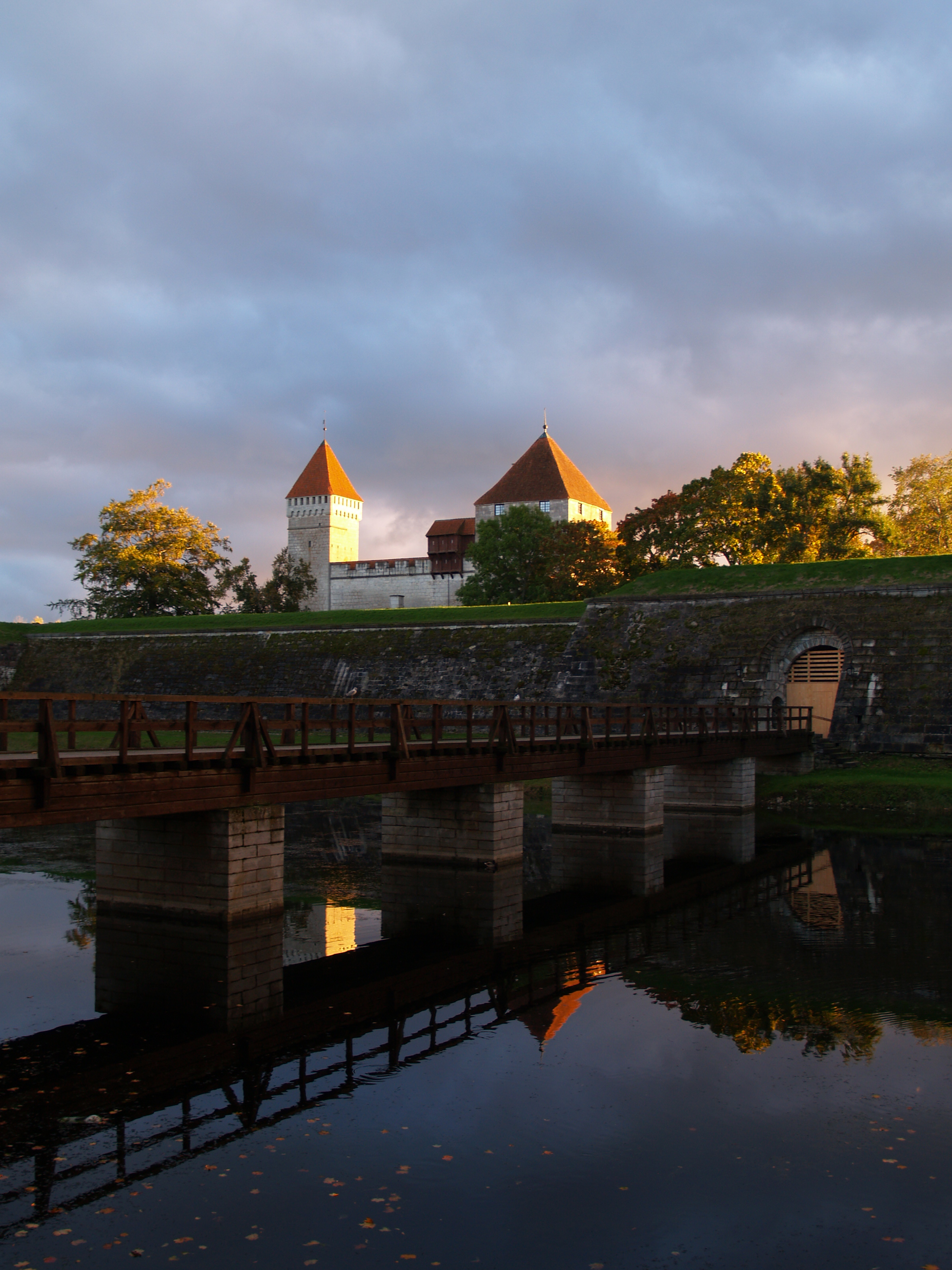
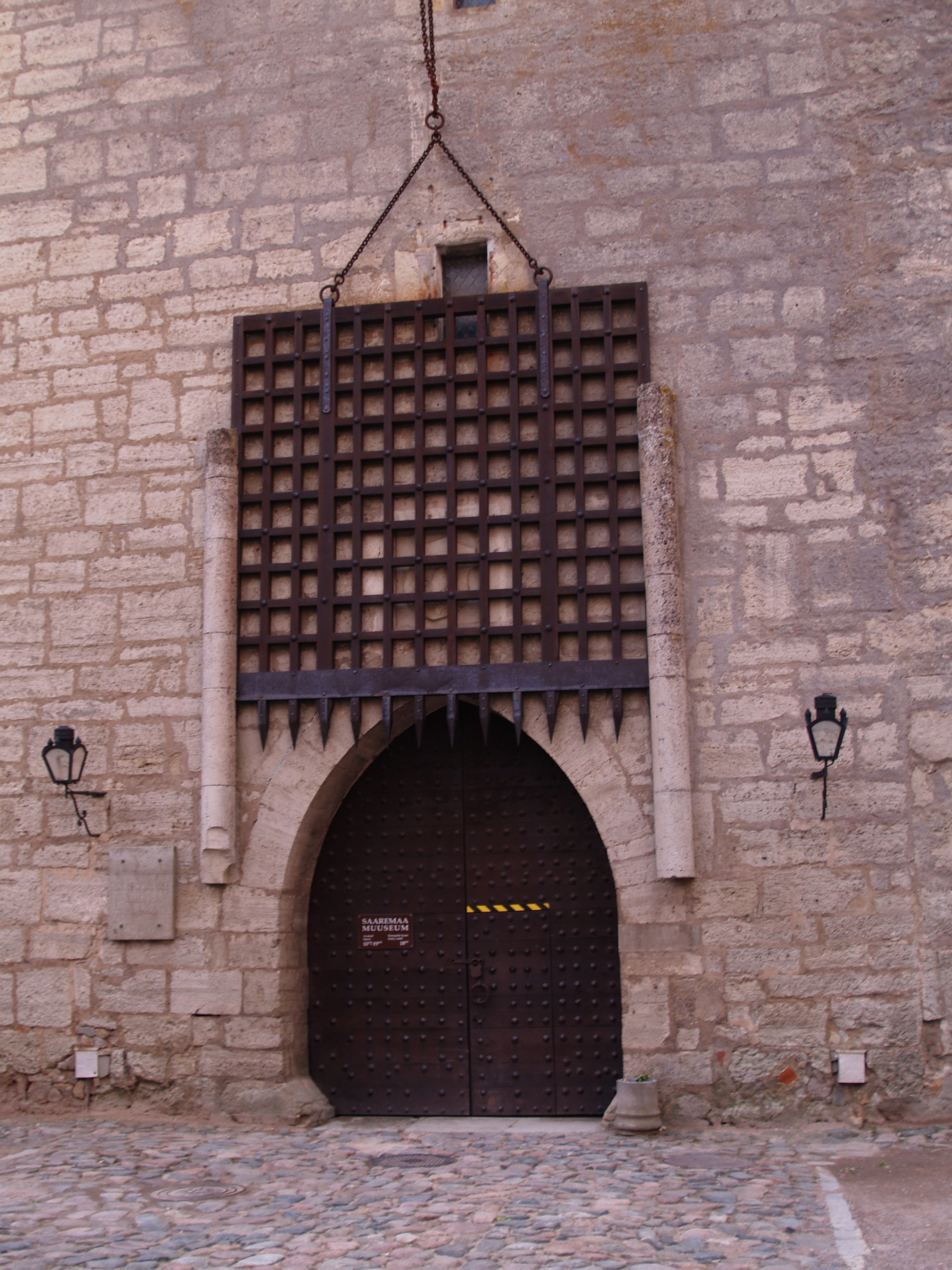
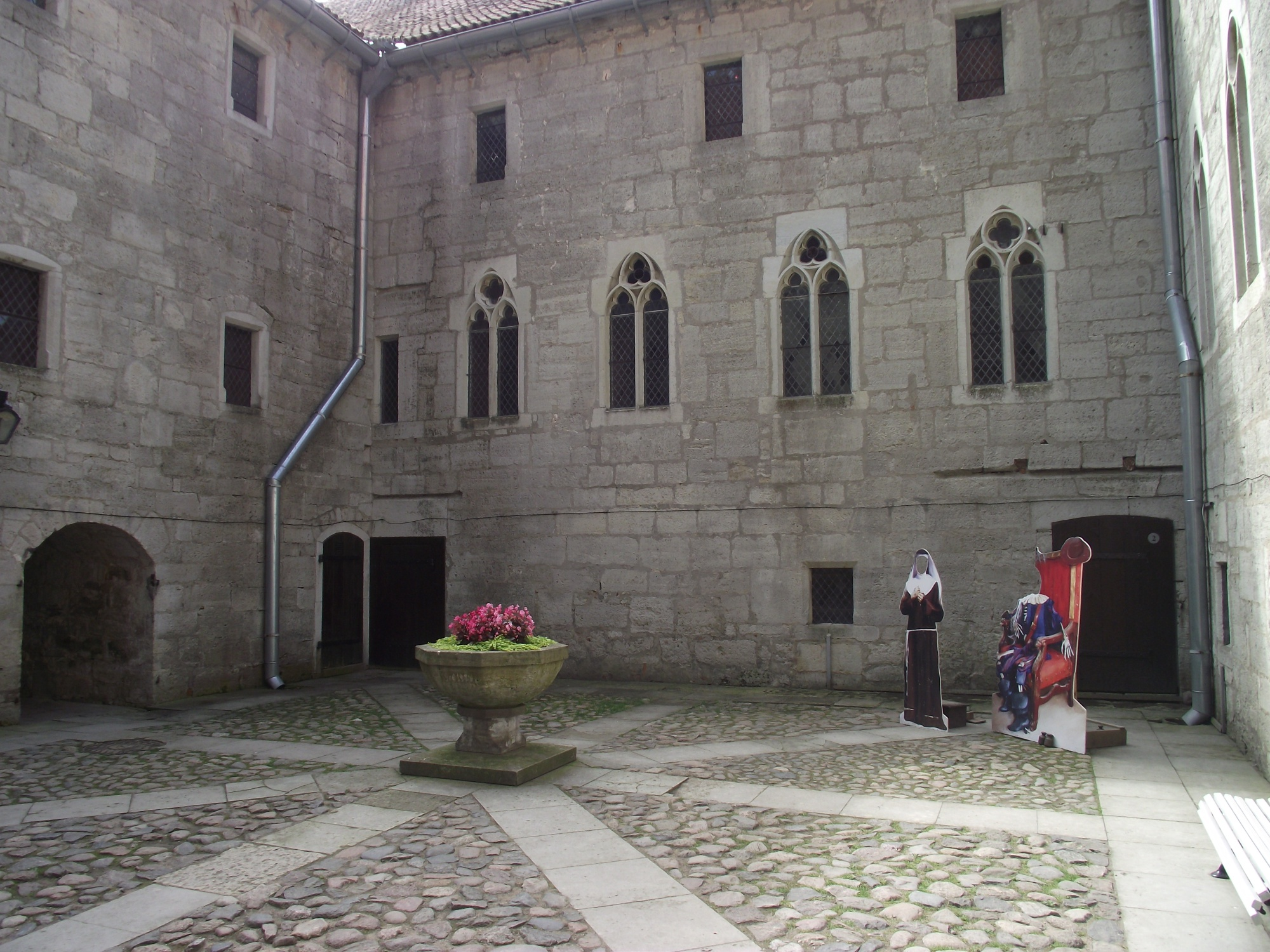
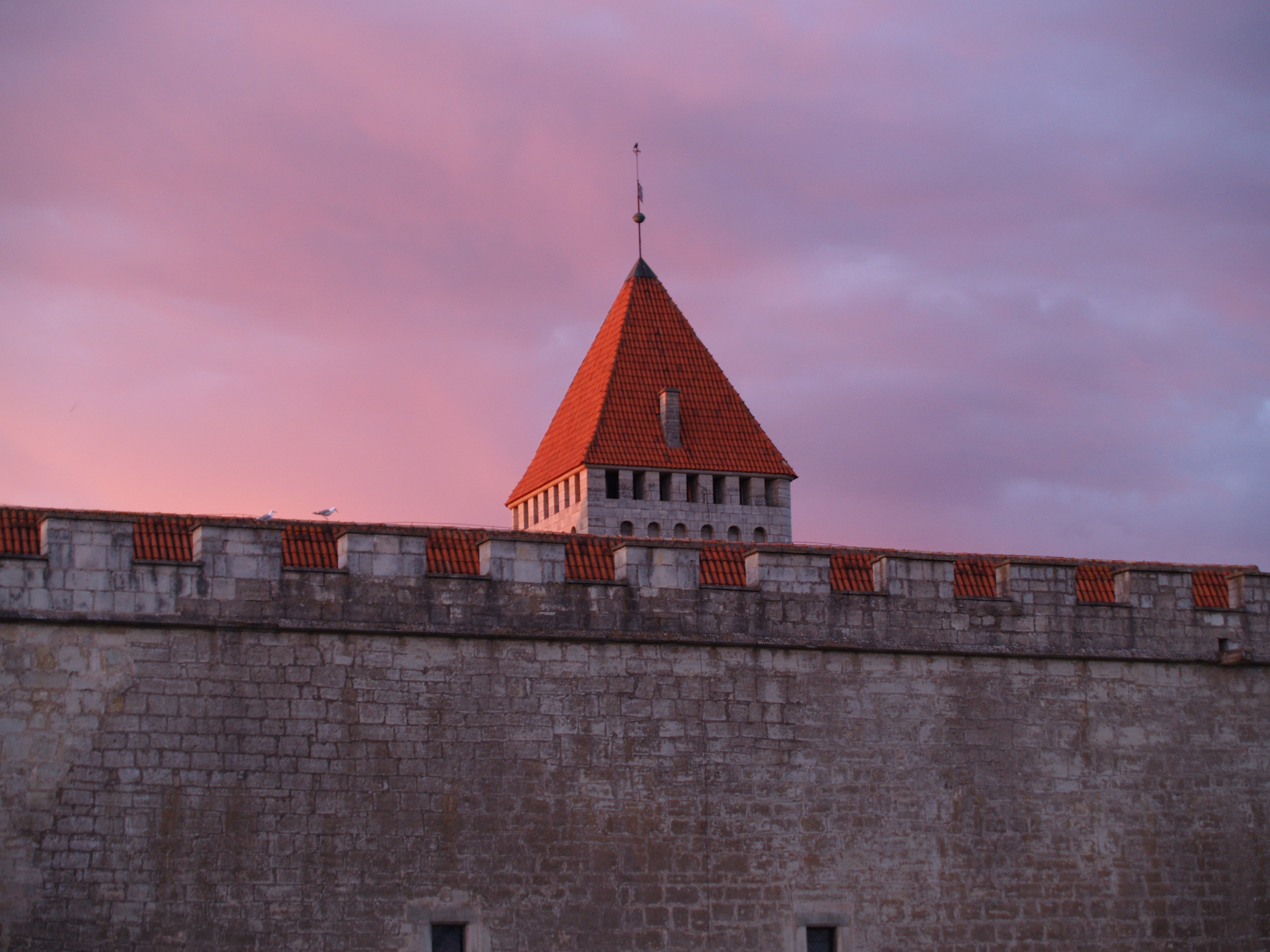